# Cuarzo fundido

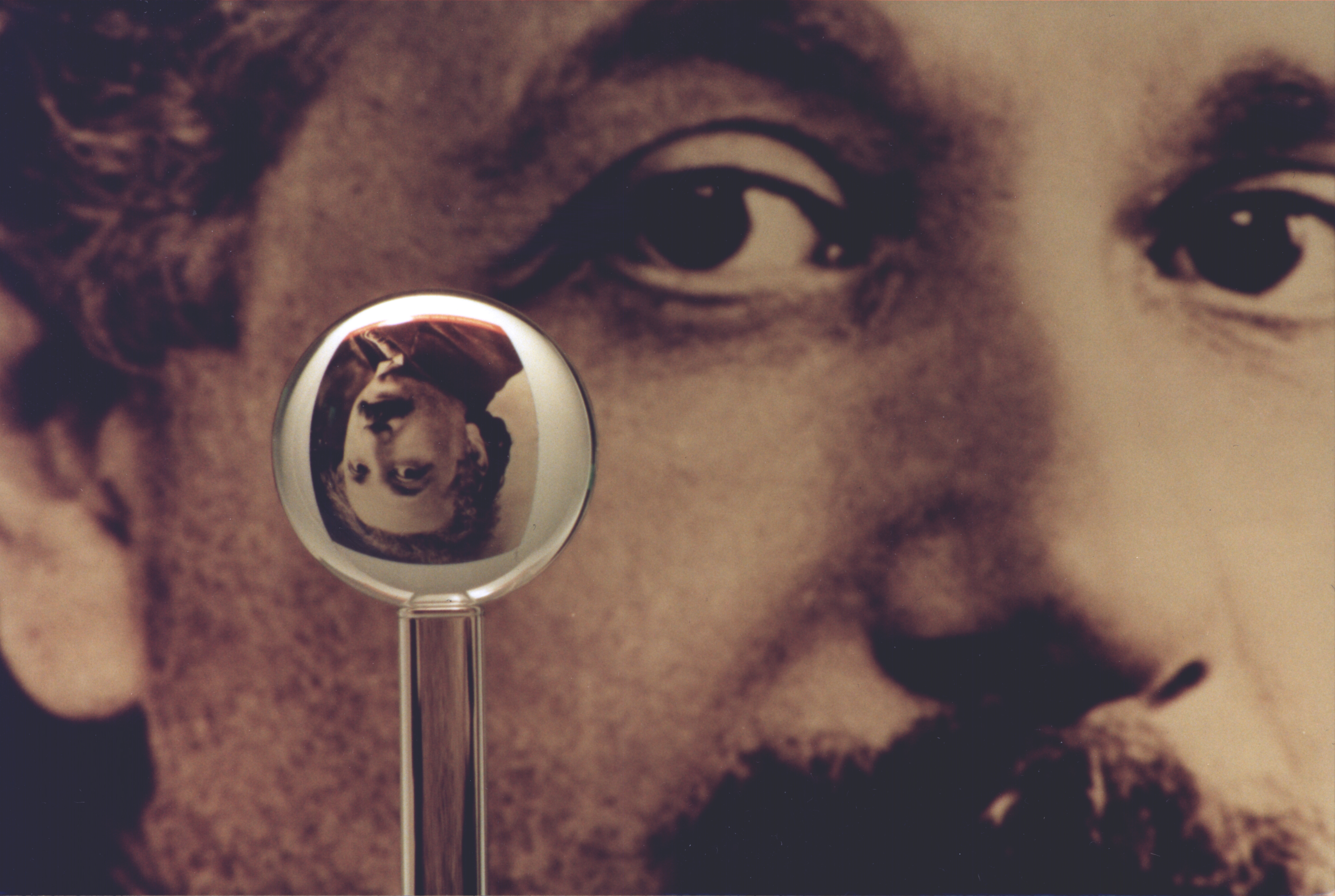
Esta esfera de cuarzo fundido se fabricó para su uso en un giroscopio en el experimento Gravity Probe B. Es una de las esferas más precisas jamás fabricadas, ya que se desvía de una esfera perfecta en no más de 40 átomos de espesor.

El cuarzo fundido, sílice fundida o vidrio de cuarzo es un vidrio que consiste en sílice (dióxido de silicio, SiO2) casi puro en forma amorfa (es decir, no cristalina). Esto hace que difiera de todos los demás vidrios comerciales, como el vidrio común, el vidrio de plomo o el vidrio borosilicatado, en los que se agregan otras sustancias que cambian las propiedades ópticas y físicas de los vidrios, como reducir la temperatura de fusión, el rango de transmisión espectral o la resistencia mecánica. El cuarzo fundido, por lo tanto, tiene altas temperaturas de trabajo y fusión, lo que lo hace difícil de moldear y menos deseable para la mayoría de las aplicaciones comunes, pero es mucho más fuerte, más resistente a los agentes químicos y presenta una dilatación térmica más baja, lo que lo hace muy adecuado para muchos usos especializados, como la iluminación y las aplicaciones científicas.
Los términos cuarzo fundido y sílice fundida se usan indistintamente, pero pueden referirse a diferentes técnicas de fabricación, lo que da como resultado diferentes trazas de impurezas. Sin embargo, el cuarzo fundido, al estar en el estado vítreo, tiene propiedades físicas bastante diferentes en comparación con el cuarzo cristalino, a pesar de estar compuesto por la misma sustancia. Debido a sus propiedades físicas, encuentra usos especiales en la fabricación de semiconductores y en equipos de laboratorio.
En comparación con otros vidrios comunes, la transmisión óptica del sílice puro se extiende bien en las longitudes de onda de la radiación ultravioleta y de la radiación infrarroja, por lo que se utiliza para fabricar lentes y otros productos ópticos para estas longitudes de onda. Dependiendo de los procesos de fabricación, las impurezas restringirán la transmisión óptica, lo que dará como resultado grados comerciales de cuarzo fundido optimizados para su uso en el infrarrojo o en el ultravioleta. Su baja dilatación térmica lo convierte en un material útil para sustratos de espejos de precisión o placas ópticas planas.

## Fabricación
El cuarzo fundido se produce mediante la fusión de arena de sílice de alta pureza, que consta de cristales de cuarzo. Hay cuatro tipos básicos de vidrio de sílice comercial:
- El tipo I se produce mediante la fusión por inducción de cuarzo natural en vacío o en una atmósfera inerte.
- El tipo II se produce mediante la fusión de polvo de cristal de cuarzo en una llama de alta temperatura.
- El tipo III se produce mediante la quema de SiCl4 en una llama de hidrógeno-oxígeno.
- El tipo IV se produce mediante la quema de SiCl4 en una llama de plasma sin vapor de agua.[4]

El cuarzo contiene solo silicio y oxígeno, aunque el vidrio de cuarzo comercial a menudo contiene impurezas. Dos impurezas dominantes son el aluminio y el titanio, que afectan a la transmisión óptica en longitudes de onda ultravioleta. Si hay agua presente en el proceso de fabricación, pueden incrustarse grupos hidroxilo (OH) en la masa vítrea, lo que reduce la transmisión en el rango infrarrojo.

## Fusión
La fusión se efectúa aproximadamente a 2200 °C utilizando un horno calentado eléctricamente (proceso de fundido eléctrico) o un horno alimentado con gas/oxígeno (proceso de fundido con llama). La sílice fundida se puede fabricar a partir de casi cualquier precursor químico rico en silicio, generalmente utilizando un proceso continuo que implica la fusión a la llama por oxidación de compuestos volátiles de silicio a dióxido de silicio y la fusión térmica del polvo resultante (aunque se utilizan procesos alternativos). Esto da como resultado un vidrio transparente con una pureza ultraalta y una transmisión óptica elevada en el ultravioleta profundo. Un método común implica agregar tetracloruro de silicio a una llama de hidrógeno-oxígeno.

## Calidad del producto
El cuarzo fundido normalmente es transparente. Sin embargo, el material puede volverse translúcido si se dejan atrapadas pequeñas burbujas de aire en su interior. El contenido de agua (y, por lo tanto, la transmisión infrarroja) del cuarzo fundido está determinado por el proceso de fabricación. El material fundido a la llama siempre tiene un mayor contenido de agua debido a la combinación de hidrocarburos y oxígeno que alimentan el horno, formando grupos [OH] (grupos hidroxilo) dentro del material. Un material de grado IR normalmente tiene un contenido de [OH] inferior a 10 ppm.

## Aplicaciones
Muchas aplicaciones ópticas del cuarzo fundido explotan su amplio rango de transparencia, que puede extenderse bien en el ultravioleta y en el infrarrojo cercano a medio. El cuarzo fundido es el material de partida clave de la fibra óptica utilizada en los sistemas de telecomunicaciones por cable.
Debido a su resistencia y alto punto de fusión (en comparación con el vidrio ordinario), el cuarzo fundido se utiliza como envoltura para lámparas halógenas y lámparas de descarga de alta intensidad, que deben funcionar a temperaturas elevadas para lograr su combinación de alto brillo y larga vida. Algunas válvulas termoiónicas de alta potencia utilizaron envolturas de sílice cuya buena transmisión en longitudes de onda infrarrojas facilitaba el enfriamiento radiativo de sus ánodos incandescentes.
Debido a su resistencia física, el cuarzo fundido se utilizó en buques de buceo profundo como la batiesfera y el bentoscopio y en las ventanas de naves espaciales tripuladas, incluidos el Transbordador STS y la Estación Espacial Internacional. El cuarzo fundido también se utilizó en el desarrollo de blindajes compuestos.
En la industria de semiconductores, su combinación de resistencia, estabilidad térmica y transparencia UV lo convierten en un excelente sustrato para fotolitografía.

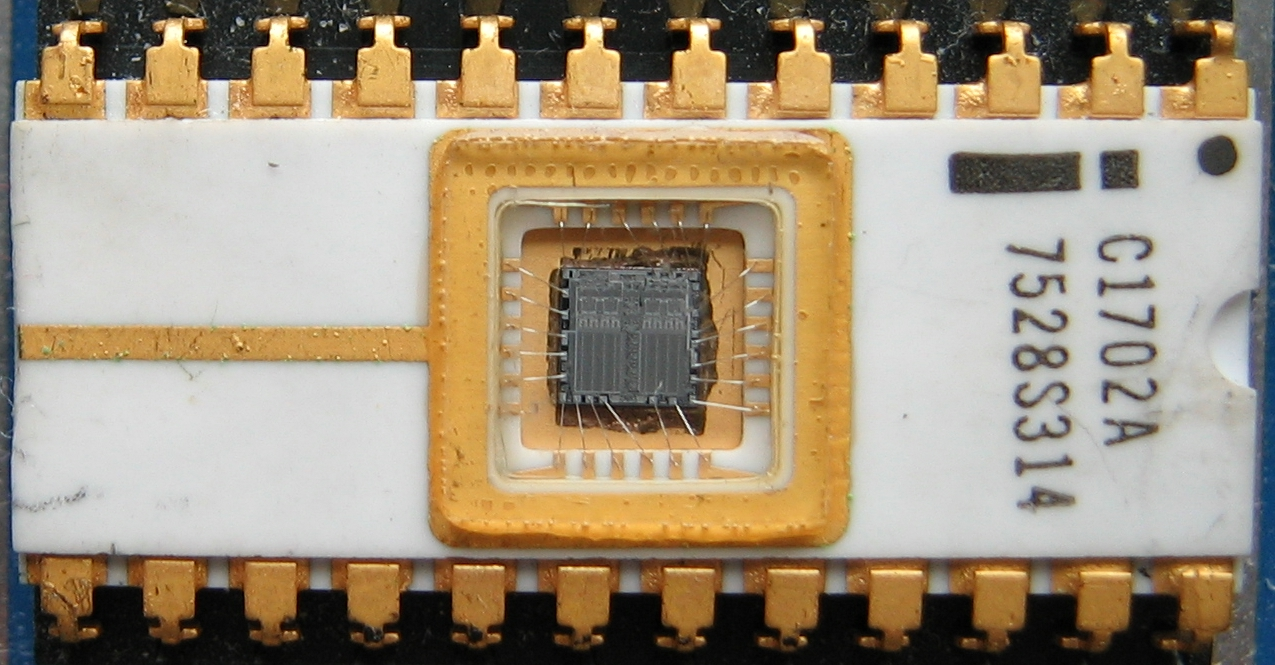
Una memoria EPROM con una ventana de cuarzo fundido en la parte superior

Su transparencia UV también se utiliza en las ventanas dispuestas en las memorias EPROM (memoria de solo lectura borrables y programables), un tipo de chips de memoria no volátil que se pueden borrar mediante la exposición a una luz ultravioleta intensa. Las memorias EPROM se reconocen por su ventana de cuarzo fundido transparente (aunque algunos modelos posteriores utilizan resina transparente a los rayos UV) que se encuentra en la parte superior del encapsulado, a través de la cual se puede ver el chip de silicio, y que permite el paso de la radiación ultravioleta para borrar su contenido.
Debido a su estabilidad térmica y composición, se utiliza en el conocido como cristal de memoria Superman y en hornos de fabricación de semiconductores.
El cuarzo fundido tiene propiedades casi ideales para fabricar soportes de espejos primarios como los que se utilizan en los telescopios. El material se comporta de una manera predecible y permite al fabricante óptico aplicar un pulido muy suave a la superficie y producir la figura deseada con menos iteraciones de prueba. En algunos casos, se ha utilizado un grado UV de cuarzo fundido de alta pureza para fabricar varios de los elementos de lente individuales sin revestimiento para propósitos especiales, incluidos la lente Zeiss 105 mm f/4.3 UV Sonnar, fabricada anteriormente para la cámara Hasselblad, y la Nikon UV-Nikkor 105 mm f/4.5 (actualmente vendida como Nikon PF10545MF-UV). Estas lentes se utilizan para fotografía UV, ya que el vidrio de cuarzo puede ser transparente a longitudes de onda mucho más cortas que las lentes fabricadas con fórmulas de vidrio flint o crown más comunes.
El cuarzo fundido se puede metalizar y grabar para su uso como sustrato para circuitos de microondas de alta precisión. Su estabilidad térmica lo convierte en una buena opción para filtros de banda estrecha y aplicaciones exigentes similares. La constante dieléctrica más baja que la de la alúmina permite pistas de mayor impedancia o sustratos más delgados.

### Aplicaciones como material refractario
El cuarzo fundido como materia prima industrial se utiliza para fabricar diversas formas refractarias, como crisoles, bandejas, cubiertas y rodillos para muchos procesos térmicos de alta temperatura, incluidos la fabricación del acero, la fundición de precisión y la fabricación de vidrio. Las formas refractarias hechas de cuarzo fundido tienen una excelente resistencia al choque térmico y son químicamente inertes a la mayoría de los elementos y compuestos, incluidos prácticamente todos los ácidos, independientemente de la concentración, excepto el ácido fluorhídrico, que es muy reactivo incluso en concentraciones bastante bajas. Los tubos translúcidos de cuarzo fundido se utilizan comúnmente para elementos eléctricos de revestimiento en calentadores de ambiente, hornos industriales y otras aplicaciones similares.
Debido a su baja amortiguación mecánica a temperaturas ordinarias, se utiliza para resonadores de alta calidad, en particular, para los giróscopos de estructura vibrante hemisféricos. Por la misma razón, el cuarzo fundido también es el material utilizado en los instrumentos musicales de vidrio modernos, como el vidriófono y las copas musicales, y también se utiliza para reconstrucciones de armónicas de cristal históricas, lo que proporciona a estos instrumentos un mayor rango dinámico y un sonido más claro que el vidrio de plomo utilizado originalmente.
La cristalería de cuarzo se utiliza ocasionalmente en laboratorios de química cuando el vidrio borosilicatado estándar no puede soportar altas temperaturas o cuando se requiere una alta transmisión de rayos UV. El costo de producción es significativamente más alto, lo que limita su uso. Generalmente se encuentra como un solo elemento básico, como un tubo en un horno, o como un matraz, piezas expuestas directamente al calor.

## Propiedades del cuarzo fundido
Su coeficiente de expansión térmica extremadamente bajo, de alrededor de 5,5×10-7 K (20?320 °C), explica su notable capacidad para soportar grandes y rápidos cambios de temperatura sin agrietarse (véase colapso térmico).

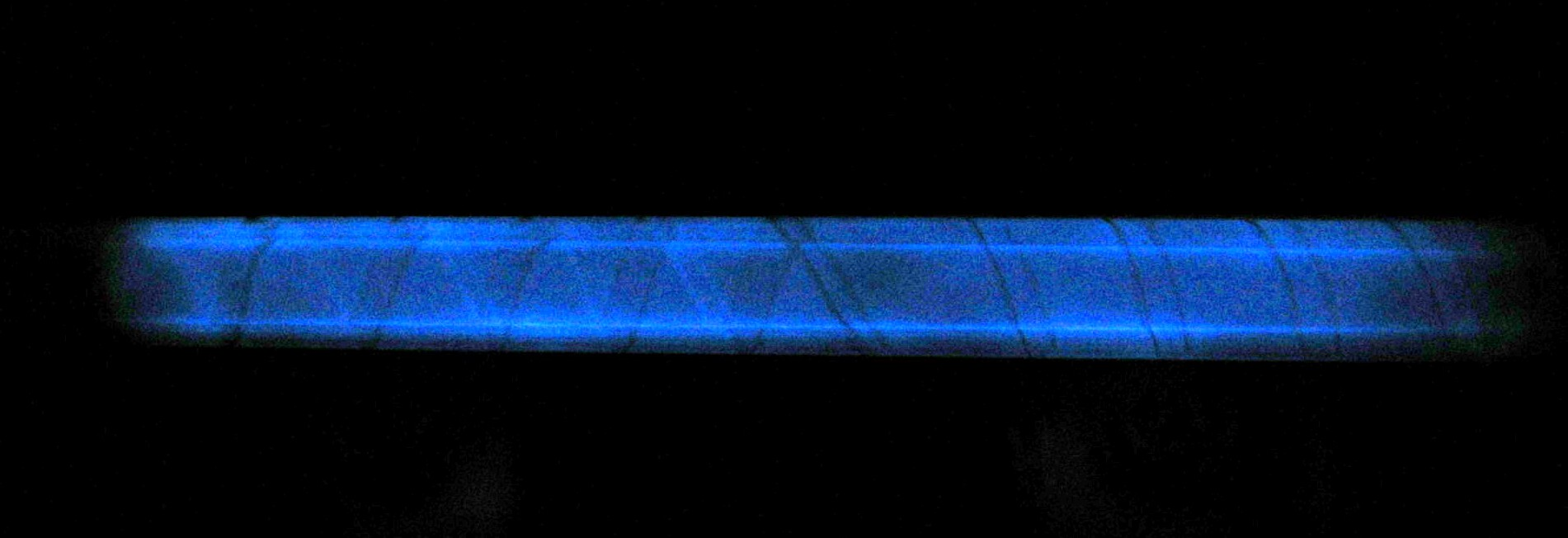
Fosforescencia del cuarzo fundido a partir de un pulso extremadamente intenso de luz ultravioleta en un tubo de destello irradiado con luz de 170 nm

El cuarzo fundido es propenso a presentar fosforescencia y "solarización" (decoloración violácea) bajo una intensa iluminación ultravioleta, como suele observarse en los tubos de flash. La sílice fundida sintética de "grado UV" (que se vende bajo varios nombres comerciales, incluidos "HPFS", "Spectrosil" y "Suprasil") tiene un contenido de impurezas metálicas muy bajo, lo que la hace transparente en el rango del ultravioleta profundo. Una óptica con un espesor de 1 cm tiene una transmitancia de alrededor del 50 % a una longitud de onda de 170 nm, que se reduce a solo un pequeño porcentaje a 160 nm. Sin embargo, su transmisión infrarroja está limitada por la fuerte absorción de agua a 2,2 µm y 2,7 µm.
El cuarzo fundido de "grado infrarrojo" (nombres comerciales "Infrasil", "Vitreosil IR" y otros), que se funde eléctricamente, tiene una mayor presencia de impurezas metálicas, lo que limita su longitud de onda de transmitancia UV a alrededor de 250 nm, pero un contenido de agua mucho menor, lo que lleva a una excelente transmisión infrarroja de hasta 3,6 µm de longitud de onda. Todos los grados de cuarzo fundido/sílice fundida transparentes tienen propiedades mecánicas casi idénticas.

### Índice de refracción
La dispersión óptica del cuarzo fundido se puede aproximar mediante la ecuación de Sellmeier:
{\displaystyle \varepsilon =n^{2}=1+{\frac {0.6961663\lambda ^{2}}{\lambda ^{2}-0.0684043^{2}}}+{\frac {0.4079426\lambda ^{2}}{\lambda ^{2}-0.1162414^{2}}}+{\frac {0.8974794\lambda ^{2}}{\lambda ^{2}-9.896161^{2}}},}
donde la longitud de onda {\displaystyle \lambda } se mide en micrómetros. Esta ecuación es válida entre 0,21 y 3,71 µm y a 20 °C. Su validez se confirmó para longitudes de onda de hasta 6,7 µm. Los datos experimentales para las partes real (índice de refracción) e imaginaria (índice de absorción) del índice de refracción complejo del cuarzo fundido informados en la literatura sobre el rango espectral de 30 nm a 1000 µm han sido revisados por Kitamura et al. y están disponibles en línea.
Su número de Abbe bastante alto de 67,8 lo convierte en uno de los vidrios con dispersión más baja en longitudes de onda visibles, además de tener un índice de refracción excepcionalmente bajo en el rango visible (nd = 1,4585). Nótese que el cuarzo fundido tiene un índice de refracción diferente y más bajo en comparación con el cuarzo cristalino, que presenta birrefringencia con índices de refracción no = 1,5443 y ne = 1,5534 en la misma longitud de onda. Aunque estas formas tienen la misma fórmula química, sus diferentes estructuras dan como resultado diferentes propiedades ópticas y físicas.

### Lista de propiedades físicas
- Densidad: 2,203 g/cm3
- Dureza: 5,3-6,5 (escala de Mohs), 8,8 GPa
- Tensión de rotura: 48,3 MPa
- Resistencia a compresión: > 1,1 GPa
- Módulo de incompresibilidad: ~37 GPa
- Módulo de rigidez: 31 GPa
- Módulo de Young: 71,7 GPa
- Coeficiente de Poisson: 0,17
- Parámetros de Lamé: λ = 15,87 GPa, µ = 31,26 GPa
- Coeficiente de dilatación térmica: 5,5 × 10−7/K (promedio 20-320 °C)
- Conductividad térmica: 1,3 W/(m·K)
- Capacidad calorífica: 45,3 J/(mol·K)
- Punto de ablandamiento:  1665 °C
- Punto de recocido: ≈ 1140 °C
- Punto de deformación: ≈ 1070 °C
- Resistividad eléctrica: > 1018 O·m
- Constante dieléctrica: 3,75 a 20 °C 1 MHz
- Factor de pérdida dieléctrica: menos de 0,0004 a 20 °C 1 MHz típicamente 6 × 10−5 a 10 GHz[18]
- Rigidez dieléctrica: 250-400 kV/cm a 20 °C[19]
- Susceptibilidad magnética: -11,28 × 10−6 (SI, 22 °C)[20]
- Constante de Hamaker: A = 6,5 × 10−20 J
- Tensión superficial: 0,300 N/m a 1800-2400 °C[21]
- Índice de refracción: nd = 1,4585 (a 587,6 nm)
- Cambio del índice de refracción con la temperatura: 1,28 × 10−5/K (20-30 °C)[17]
- Rango de transmisión: Punto de corte: 160 a 5000 nm, con una banda de absorción profunda a 2730 nm. Mejor *Transmitancia: 180 a 2700 nm.[22]
- Fotoelasticidades: p11 = 0,113, p12 = 0,252.
- Número de Abbe: Vd = 67,82[23]